# Juan José Jayo
Juan José Jayo Legario (ur. 20 stycznia 1973 roku w Limie) – peruwiański piłkarz występujący w lidze peruwiańskiej na pozycji pomocnika. Obecnie gra w Alianza Lima.
W reprezentacji Peru rozegrał 97 spotkań, co plasuje go na czwartym miejscu w historii peruwiańskiej piłki nożnej. Jedyną bramkę strzelił w meczu eliminacji do Mistrzostw Świata w 2000 przeciwko Chile. Czterokrotnie uczestniczył w turniejach Copa América: w 1995, 1999, 2001 i 2004, a także w Złotym Pucharze CONCACAF w 2000. Karierę reprezentacyjną zakończył 26 marca 2008 meczem z Kostaryką.
W swojej karierze występował w klubach południowoamerykańskich oraz hiszpańskich. Z Alianza Lima czterokrotnie zdobywał mistrzostwo Peru: w 1997, 2003, 2004 i 2006. W 2009 został wybrany najlepszym pomocnikiem sezonu. W lidze peruwiańskiej rozegrał ponad 400 spotkań.